# Malarnia Królewska w Warszawie

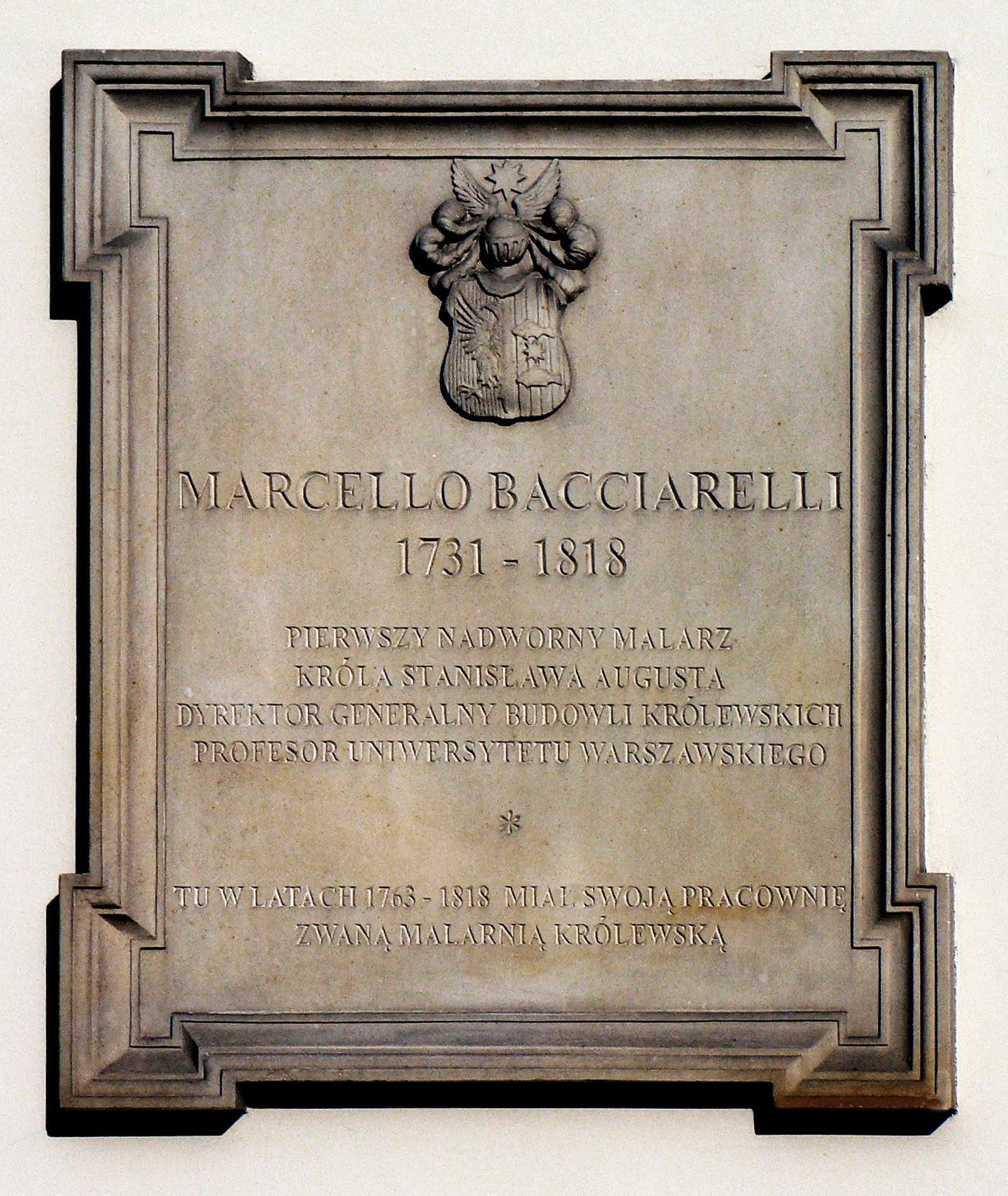
Tablica upamiętniająca Malarnię przy placu Zamkowym w Warszawie

Malarnia Królewska w Warszawie – szkoła malarska na Zamku Królewskim w Warszawie założona w 1766 przez Marcello Bacciarellego na polecenie króla Stanisława Augusta Poniatowskiego. Przestała ona istnieć po III rozbiorze Polski. 
Bacciarelli pełnił funkcje dyrektora, a nauczycielami byli Jan Piotr Norblin, Ludwik Marteau, Antoni Albertrandi, Jan Bogumił Plersch, a także Jean Pillement z Francji i Per Krafft ze Szwecji. W II połowie lat 80. XVIII w. i w latach 90. nauczaniem młodzieży w Malarni zajmował się - pobierając miesięczną pensję 5 dukatów - Ferdynand Pinck, syn królewskiego rzeźbiarza Franciszka Pinckapotrzebne źródło.
Uczniami Malarni byli m.in. Kazimierz Wojniakowski, Zygmunt Vogel.